# Kolophonium

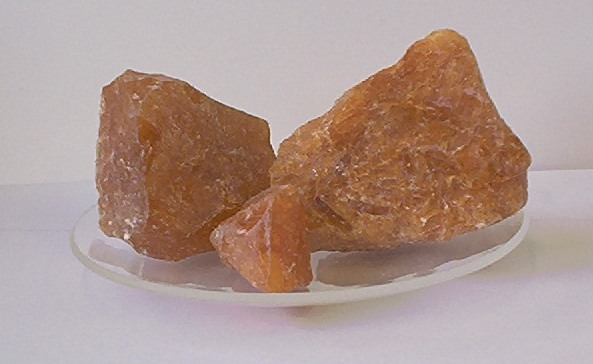
Kolophonium in Stücken

Kolophonium, genannt auch Geigenharz, ist ein gelbes bis braunschwarzes, durch Destillation aus Baumharz gewonnenes Produkt mit muscheligem Bruch und Glasglanz.

## Etymologie
Der Name ist, über lateinisch colophonium und colophonia (auch resina colofonia) und kurz colofonia (auch collofonia) von der ionischen, an der lydischen Küste liegenden Stadt Kolophon (κολοφών) abgeleitet, die als antikes Handelszentrum und somit Ausfuhrort für Kolophonium (früher auch Pix graeca, „Griechisches Pech“ bzw. mittelhochdeutsch kriechisch bëch genannt und das etwa aus dem Terpentin bzw. dem Terpentinöl der Fichte (Terebinthina communis) oder der Lärche (Terebinthina laricina) gewonnene Destillationsprodukt bezeichnend) gilt. In der Neuzeit erfolgte die Einfuhr des nicht nur aus der Waldkiefer, sondern zum Beispiel auch aus der Sumpf-Kiefer gewinnbaren Kolophoniums überwiegend aus Nordamerika.

## Herstellung
Es ist der Destillationsrückstand eines natürlichen Harzes, das aus dem Balsam oder aus Wurzelstöcken (Stubben) von Nadelhölzern (Koniferen), meistens Kiefern, Fichten und Tannen  bzw. dem bei der Papierherstellung gewonnenen Tallöl hergestellt wird. Früher wurde die Herstellung in Pechereien durchgeführt.
Kolophonium entsteht ferner bei der Verarbeitung fossiler Harze, insbesondere des Baltischen Bernsteins. Bei diesem Prozess entstehen ferner Bernsteinöl und Bernsteinsäure. Etwa 60 % der Ausgangsmasse verbleiben als Kolophonium, das zumeist in der Lackherstellung verwendet wird. In der Zeit von 1950 bis 1970 produzierte allein das Kaliningrader Bernsteinkombinat aus dem bei Jantarny im Tagebau geförderten Baltischen Bernstein durchschnittlich 150 Tonnen Kolophonium jährlich. Gelegentlich wird Kolophonium an Stränden der Nord- und Ostsee gefunden. Es handelt sich zumeist um Reste der Fracht gesunkener Schiffe oder in Stürmen verlorengegangener Schiffsladungen, überwiegend aus dem 19. und frühen 20. Jahrhundert. Diese Stücke werden leicht mit Bernstein (in diesem Fall der Varietät Gedanit) oder Kopal verwechselt.
Durch Wasserdampfdestillation wird das Harz in zwei Komponenten aufgetrennt: in das mit Wasserdampf flüchtige Terpentinöl und in den nichtflüchtigen Rückstand Kolophonium.
In den Handel gelangt Kolophonium schließlich in Form von Klumpen, Flocken oder als Pulver.
Wird Kolophonium über 120 °C erhitzt, entstehen leichte Öle: bei ca. 150 °C bis 170 °C (Harzessenz, Pinol Harzspiritus), dann Blondöl, Blau-, Grün- und Rotöl sowie schwere Öle: über 360 °C (Harzöle, Harzstocköl, Dicköle), der Destillationsrückstand ist Harzpech, Kolophonium-Pech (Schmiedepech, Brauerpech).
Auch werden verschiedene Derivate hergestellt:
Hydriertes, dehydriertes, gehärtetes (Calcium-, Magnesium- und Zinksalze der Harzsäuren, so genannte Resinate), polymerisiertes und maleinisiertes sowie verestertes und disproportioniertes Kolophonium für die Lack- und Klebstoffindustrie sowie Natrium- und Kaliumresinate als Emulgatoren und für die Leimung bei der Papierherstellung.

## Gefährdungspotenzial
Kolophonium kann bei längerer Exposition allergische Reaktionen hervorrufen oder in Dampfform Asthma auslösen und Ekzeme verursachen. Daher ist z. B. beim Weichlöten, bei dem Kolophonium als Bestandteil des Flussmittels eingesetzt wird, auf gute Belüftung zu achten.

## Eigenschaften
Die Farbe des Kolophoniumharzes ist variabel, sie kann von hellgelb über rotbraun bis ganz dunkel schwanken. Das Material ist durchsichtig und splittert im kalten Zustand leicht. Hauptbestandteile sind leicht oxidierende Harzsäuren wie Abietin- und Pimarsäure sowie geringe Mengen verseifbarer Stoffe (Ester) und unverseifbare Terpen-Kohlenwasserstoffe. In dunklen Sorten kommen in steigenden Mengen Oxysäuren und Kolophonsäuren, petroletherunlösliche Harzsäuren, vor. Darüber hinaus findet man Protocatechusäure, Bitterstoffe, Ether und Lactone. Aufgrund seiner amorphen Struktur besitzt Kolophonium keinen definierten Schmelzpunkt. Die Erweichungstemperatur dieses qualitativ recht unterschiedlichen Naturharzes liegt im Allgemeinen zwischen 80 °C und 120 °C.
Kolophonium ist unlöslich in Wasser, dagegen gut löslich in Alkohol und vielen anderen organischen Lösungsmitteln.

## Verwendung

### Elektronik/Löten

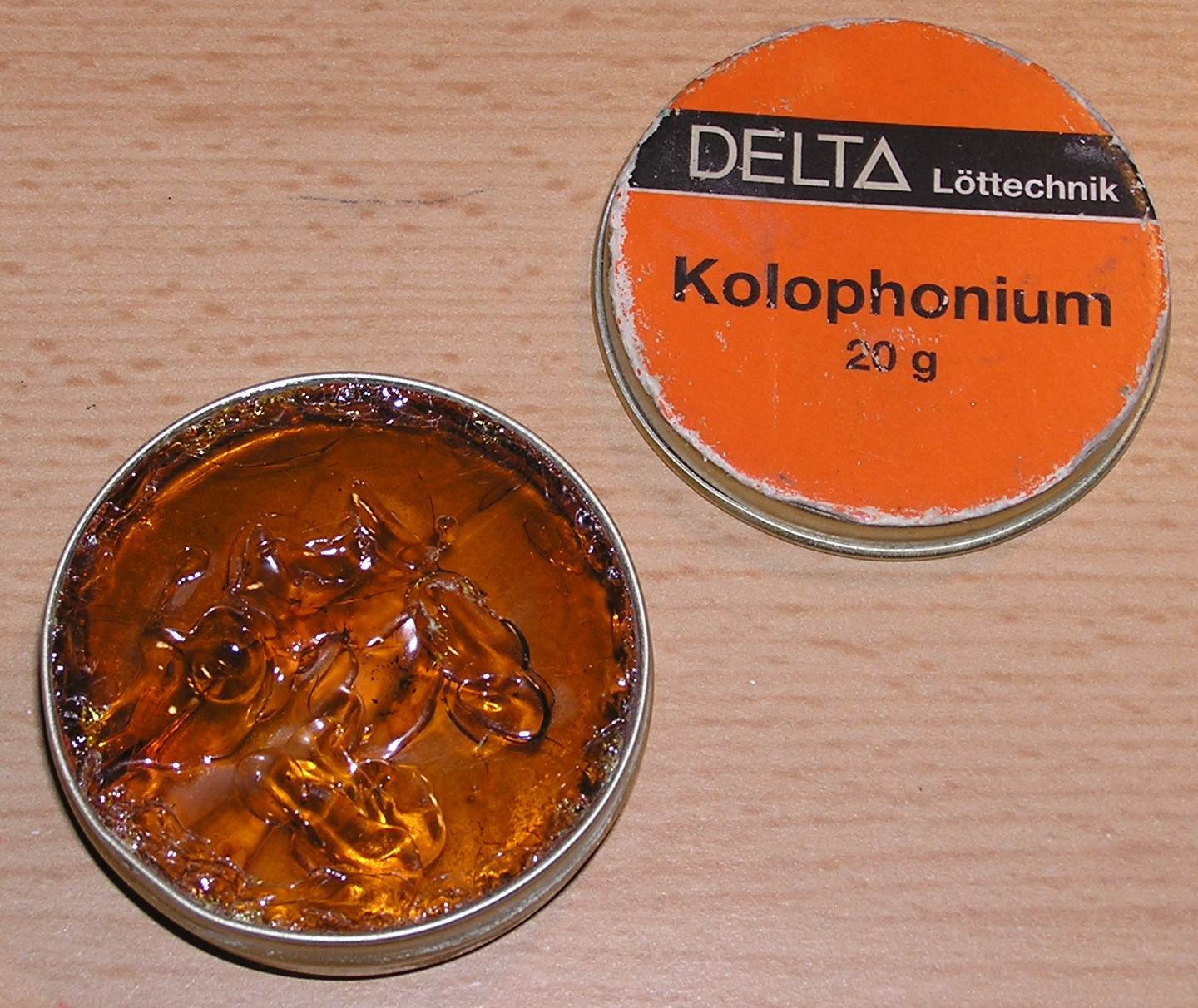
Kolophonium zum Löten

Kolophonium dient in der Elektronik-Fertigung als Aktivator und Flussmittel beim Weichlöten. Im Anwendungsbereich des Lötens über Lötpaste finden sich heute überwiegend Flussmittel auf Basis von künstlichen Harzen mit halogenfreien Aktivierungszusätzen wie Stearin-, Salicyl- und Adipinsäure.
Die im Kolophonium enthaltenen organischen Säuren wirken bei hohen Temperaturen reduzierend und beseitigen dünne Oxidschichten der metallischen Fügepartner. Weiterhin führt es zu einer glatten Oberfläche des erstarrenden Lotes, da es auch hier durch seine Anwesenheit eine Oxidation der Schmelze verhindert. Es kann in vielen Fällen als dünne Schicht auf der Lötstelle verbleiben, da es im Vergleich zu Lötwasser oder Lötfett wenig Korrosion verursacht – es schützt die Lötstelle vor Sauerstoffeinfluss und späterer elektrolytischer Korrosion. Trotzdem wird Kolophonium oft abgewaschen und durch einen Schutzlack ersetzt.
Es ist in der Flussmittelseele von Röhrenlot und auch in Lötpasten für die Oberflächenmontage-Technik (SMD) enthalten. Kolophonium diente auch als Flussmittel beim Wellenlöten. Löttinktur für Elektronik-Lötarbeiten besteht aus in Alkoholen gelöstem Kolophonium, die ihrerseits ebenfalls als Reduktionsmittel wirken.

### Bogenharz

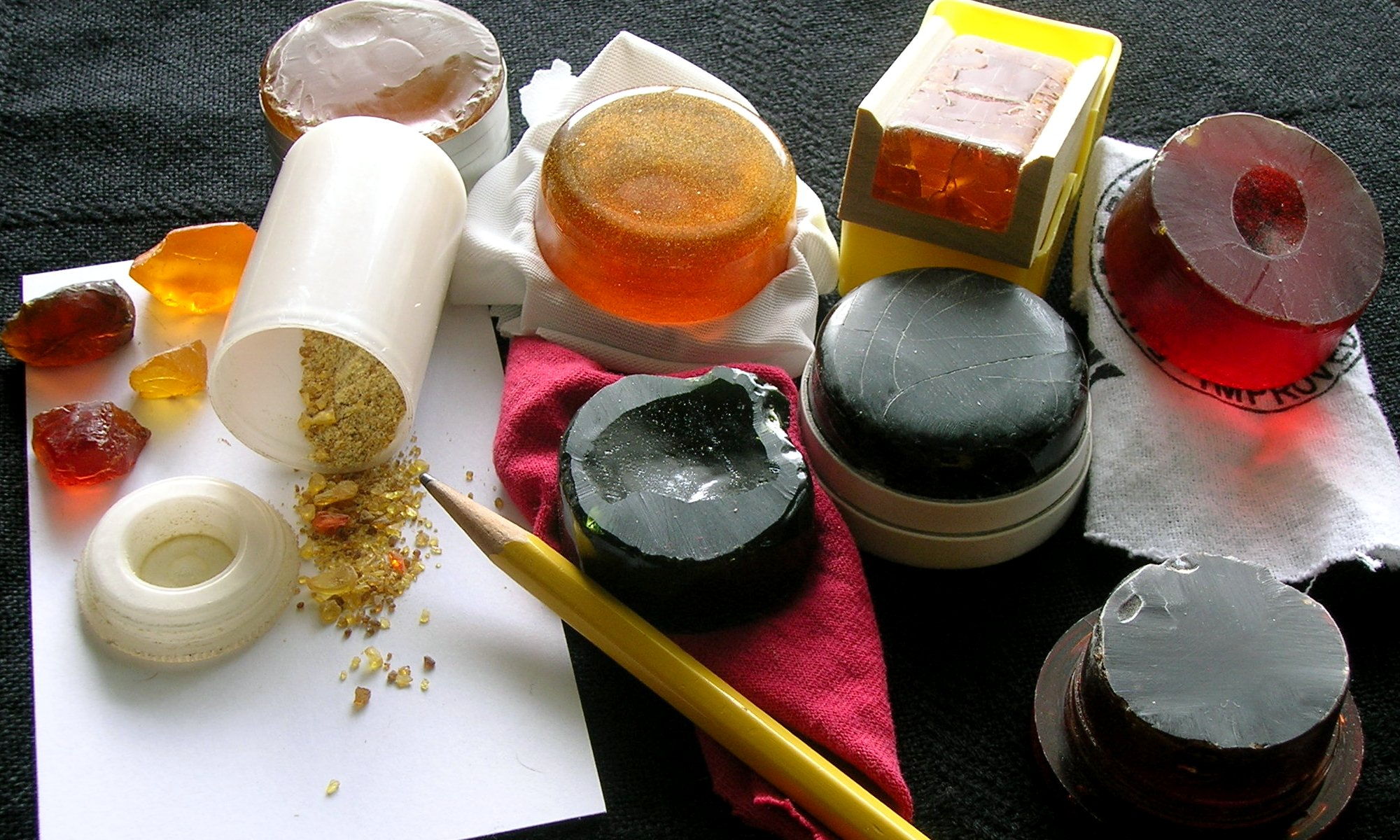
Kolophonium für Streichinstrumente

Kolophonium für Streichinstrumente ist ein mit diversen Substanzen veredeltes Kolophonium. Es wird auch als Bogenharz oder Geigenharz bezeichnet. Die Rosshaare der Bögen von Streichinstrumenten werden regelmäßig mit einem Harzstück eingerieben, um einen kräftigen Haftgleiteffekt zu erhalten. Beim Streichen der Saite bringt dieser rasche Wechsel von Haftreibung und Gleitreibung (Stick-Slip-Effekt) zwischen Bogenhaar und Saite die Saite zum Schwingen.
Es gibt verschiedene Qualitäten, die von leichter Spielbarkeit für Anfänger bis zum Künstler-Kolophonium reichen, welches einen größeren Dynamik- und Klangumfang ermöglicht. Außerdem wird für Violoncelli bzw. Kontrabässe meist ein weicheres Harz verwendet, da für die dickeren Saiten eine größere Haftreibung benötigt wird als z. B. bei der Violine.
Man kann die Produkte jedoch grob in zwei Gruppen unterteilen, deren Unterschied zwar klein erscheint, dabei allerdings gravierende Auswirkungen hat.
Gemeint ist der Ausgangsstoff Lärchenharz auf der einen Seite und alle anderen Nadelholzharzarten, wie Pinien-, Kiefern-, Fichten- oder Tannenharz auf der anderen Seite. In jeder Gruppe gibt es hervorragende Produkte, die – allein aufgetragen – ihre volle Qualität präsentieren. Mischt man jedoch Lärchenharz-Kolophonium mit anderen Kolophoniumsorten, kommt es zu einer Reaktion der beiden Sorten untereinander, das Kolophoniumgemisch haftet nicht mehr an der Saite und man kann sie kaum aus ihrer Ruheposition bewegen.

### Farben/Lacke
Kolophonium wird auch als zerriebener Staub auf Radierplatten aufgestäubt und danach kurz erhitzt. So entsteht ein feines Raster von Kolophonium-Kügelchen, mit deren Hilfe im künstlerischen Tiefdruck flächige Einfärbungen möglich sind. Man nennt diese Technik Aquatinta.
Kolophonium wurde zusammen mit weiteren Naturharzen wie Mastix, Kopal, Dammar, Bernstein und Sandarak in Gemischen zur Lackherstellung verwendet. Als Geigenlack wurde es ersetzt, da das Material zu spröde ist und einen wenig widerstandsfähigen Lackfilm erzeugt. In Naturfarben und Holzölen wird es als Sikkativ verwendet.
Kolophonium ist in lötfähigen Schutzlackierungen für Leiterplatten enthalten.
Ferner kann Kolophonium Bestandteil bestimmter Siegellacke sein.

### Weitere Anwendungen
Kolophonium wird auch als aromatisches Räucherwerk genutzt. Dazu sollte aber kein Kolophonium benutzt werden, das für technische Anwendungen wie etwa das Löten produziert wurde, denn dieses kann unerwünschte Zusatzstoffe enthalten.
Das seit der Antike bekannte Kolophonium wurde auch als Bestandteil von reinigenden Salben zur Behandlung von Abszessen bzw. zur Therapie eitriger Hautgeschwüre eingesetzt. 
In Kosmetikprodukten wird Kolophonium in der EU in der Liste der Inhaltsstoffe als ROSIN (INCI) oder COLOPHONIUM (INCI) aufgeführt.
Im Sport, insbesondere im Handball, wird in Alkohol gelöstes Kolophonium als Haftstoff auf den Ball gerieben. Dadurch klebt der Ball regelrecht an der Hand des Sportlers. Dies ist jedoch in vielen Hallen aus Sauberkeitsgründen untersagt. Beim Klettern wird Kolophonium (das dort auch als „Pof“ bezeichnet wird) vor allem im Sandstein auf die Hände aufgetragen, um die Haftung auf den Felsen zu verbessern. Üblicherweise wird dazu Magnesia verwendet, dies ist aber in manchen Regionen verboten. Tänzer und Gewichtheber benutzen Kolophonium für ihre Schuhe, die dadurch weniger rutschig sind. Kolophonium ist auch Bestandteil von Produkten zur Haarentfernung in der Kosmetik (z. B. Brazilian Waxing).
Eine weitere Anwendung findet Kolophonium in der Herstellung pyrotechnischer Zündlichter. Ähnlich wie mit Schellack kann mit Hilfe von Kolophonium eine formbare Masse hergestellt werden.
Griechisches Feuer bestand zu einem je nach Überlieferungsquelle variierenden Anteil aus Kolophonium.
Kolophonium wird auch in einigen Klebstoffen verwendet und kann Bestandteil von Baumwachs sein.
Mit Alkalien bildet Kolophonium Salze (sogenannte Harzseifen), die Verwendung als Emulgatoren und zur Leimung von speziellen Papieren (z. B. wasserfesten Baupapieren, ähnl. Ölpapier) finden.
Als Brühpech (auch Metzgerharz, Saupech oder Brühharz) wird es zum Enthaaren von Schweinen und Federvieh verwendet. Das geschlachtete Tier wird damit eingestäubt und mit 70 °C heißem Wasser überbrüht. Durch das Harz können die Haare besser abgeschabt werden.
Kolophonium wird auch noch als Füllmittel beim Einrollen von Alu-Hohlprofilen verwendet, um beim Einrollen entstehende Materialstauchungsfalten am Innenradius und Dehnungseindellungen am Außenradius zu vermeiden bzw. gering zu halten. Das Kolophonium wird erwärmt, dadurch verflüssigt und in das einseitig geschlossene Hohlprofil gefüllt. Nach dem Erstarren kann es mittels einer Rollmaschine und dem Profil angepasster Profilrollen auf den gewünschten Radius eingerollt werden. Zur Entleerung muss das eingerollte Profil bis zur Verflüssigung des Kolophoniums erwärmt werden.
Erwärmt und aufgelöst in einem nichttrocknenden Öl wie Olivenöl lässt sich aus Kolophonium ein Leimring für Bäume herstellen, der ganzjährig auf der Borke verbleiben und jederzeit erneuert werden kann. Der Ring bleibt klebrig und verhindert den Befall des Baumes mit kriechenden und laufenden Insekten, etwa Ameisen.
Eine Mischung von 60 % Kolophonium, 15 % Schwefel und 25 % Eisenfeilspänen wird Silberkitt genannt. Dieser Silberkitt wurde besonders in der Vergangenheit zum Füllen hohler Silbergeräte verwendet.
In Kosmetikprodukten wird Kolophonium in der Liste der Inhaltsstoffe als ROSIN (INCI) oder COLOPHONIUM (INCI) aufgeführt.
Wegen seiner Temperaturfestigkeit und der Korrosionsschutzeigenschaften findet das Material als Bestandteil von Kühlschmiermitteln Anwendung.
Im 19. Jahrhundert wurde aus Kolophonium ein Leuchtgas gewonnen, das sogenannte Harzgas, welches zur Stadtbeleuchtung verwendet wurde. Das Harzgas konnte sich jedoch langfristig nicht durchsetzen.